# Arbitro (sport)

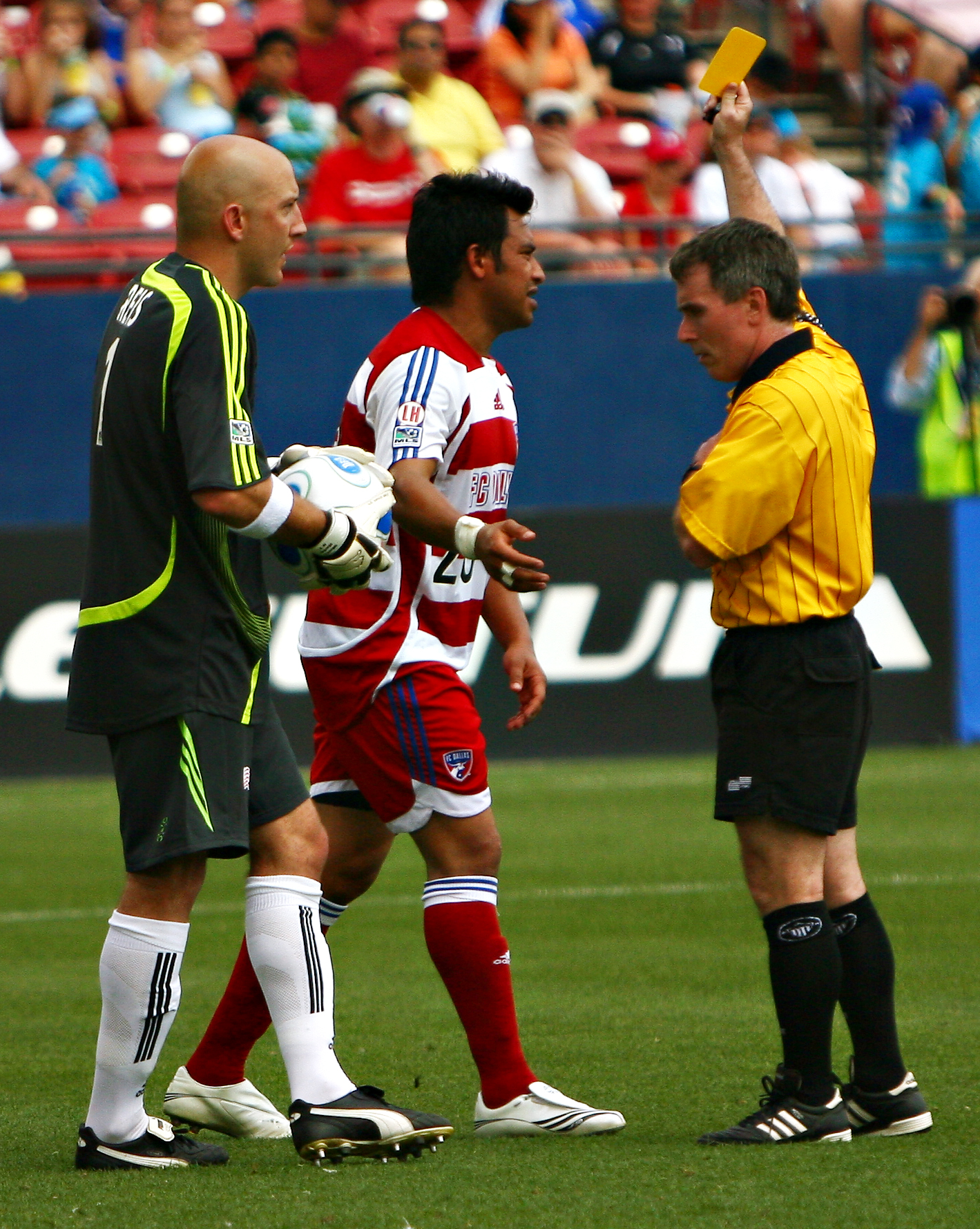
L'arbitro (a destra) ammonisce un giocatore durante una partita di calcio

L'arbitro è la figura sportiva cui compete - nella quasi totalità delle discipline - la direzione ufficiale della gara.

## Compiti
Talvolta chiamato anche direttore o giudice di gara, ha in carico la direzione imparziale e responsabile dell'incontro. Per svolgere al meglio il proprio compito è affiancato da assistenti e collaboratori, nonché da strumenti tecnologici: tale accorgimento è nato soprattutto per prevenire eventuali conseguenze causate da decisione errate che l'arbitro assume. Altro elemento importante è l'inappellabilità delle sue decisioni; normalmente - negli sport di squadra - gli unici atleti cui è concesso discutere con l'arbitro sono i capitani delle squadre in campo. Assieme agli atleti, inoltre, è l'unica altra persona ammessa sul campo di gara. Agli inizi del XX secolo, quando la figura non era prevista, accadeva di frequente che i capitani si accordassero tra loro per limitare e dirimere le controversie sul campo. L'arbitro ha inoltre il compito di segnalare e sanzionare falli e scorrettezze commessi non solo dagli atleti ma anche dagli allenatori. Gli spettano infine la convalida del risultato e la compilazione del referto di gara (anche per segnalare eventuali fatti di rilievo).
Per quanto attiene alle discipline con palla, i regolamenti specificano che eventuali contatti del pallone con l'arbitro non sono da considerarsi irregolari, anche qualora abbiano conseguenza sul gioco. anche se, nel calcio, dalla stagione sportiva 2019/2020 se l'arbitro viene toccato si riprenderà con una rimessa dello stesso.

## Equipaggiamento
Opportunamente dotato di un abbigliamento che lo distingua dagli atleti in campo, l'arbitro ha in suo possesso appositi strumenti per monitorare l'andamento del gioco. È possibile citare, tra gli altri:
- Fischietto: portato al collo tramite un laccio, è usato per segnalare l'inizio e la fine della gara nonché per fermare il gioco in caso di scorrettezze;
- Bandierina: viene utilizzata allo stesso scopo del fischietto - oppure in sostituzione di questo - con la differenza di avere effetto visivo e non acustico;
- Cronometro: impiegato per misurare la durata dell'incontro e per assegnare l'eventuale tempo aggiuntivo (di recupero);
- Cartellino: cartellini colorati, usati per formalizzare una sanzione disciplinare (più grave del semplice richiamo verbale);
- Taccuino: per annotare punteggio, provvedimenti e altre informazioni rilevanti da inserire nel referto di gara;
- Monetina: usata per eventuali sorteggi nel corso della partita.

## Nella cultura di massa
Il fatto di essere l'unica persona deputata alla conduzione della gara consegna all'arbitro un'indubbia dose di responsabilità, ancor più gravata dalle possibili conseguenze di decisioni errate; in ragione di ciò, gli arbitri sono spesso risultati bersaglio di polemiche o aggressione da parte di atleti e tifosi. I sostenitori delle squadre, in particolare, hanno storicamente inserito l'arbitro in cori che - goliardicamente - lo definiscono «cornuto» (facendo riferimento ad un presunto tradimento coniugale) oppure «venduto» (sottintendendo la corruttibilità dello stesso).

## Arbitri per disciplina sportiva
Per una descrizione dettagliata, si invita a visionare le singole voci:
- Arbitro di calcio
- Arbitro di football americano
- Arbitro di hockey su prato
- Arbitro di pallavolo
- Arbitro di pallacanestro
- Arbitro di rugby a 15
- Giudice di atletica leggera
- Giudice di tennis